# 3225 Hoag
3225 Hoag este un asteroid din centura principală, descoperit pe 20 august 1982 de Carolyn Shoemaker și Eugene Shoemaker.